# Río Longaví
Río Longaví är ett vattendrag i Chile.   Det ligger i regionen Región del Maule, i den södra delen av landet, 280 km söder om huvudstaden Santiago de Chile.
Omgivningen kring Río Longaví består till största delen av jordbruksmark. Området är  glesbefolkat, med 16 invånare per kvadratkilometer.